# Mairal
Mairal (en francès Meyrals) és un municipi francès situat al departament de la Dordonya i a la regió de la Nova Aquitània.

## Demografia
| 1962                                       | 1968 | 1975 | 1982 | 1990 | 1999 | 2007 |
| ------------------------------------------ | ---- | ---- | ---- | ---- | ---- | ---- |
| 439                                        | 434  | 368  | 385  | 417  | 468  | 536  |
| Des de 1962: població sense dobles comptes |      |      |      |      |      |      |

## Administració
| Període | Identitat      | Partit |
| ------- | -------------- | ------ |
| 1989-   | Francis Dutard | PS     |

## Agermanaments
- Bieuzy (Bieuzhi-an-Dour)